# Dolmer
Dolmere er en madret, der består af kødfars indpakket i vinblade.
Dolmere stammer fra Mellemøsten op til Kaukasus, hvor farsen typisk blandes med stykker af paprika og ris og rulles i vinblade (vinbladsdolmere). Andre grøntsager kan også fyldes: tomater og kartofler, løg, squash og auberginer. 
I Skandinavien findes en variant med kålblade kaldet kåldolmer (i Danmark også hvidkålsroulette eller -roulade).
De er særligt kendt i Sverige[kilde mangler] og menes at være bragt til landet af kong Karl XII, der opholdt sig i Det Osmanniske Rige, efter han tabte Slaget ved Poltava mod Rusland. Her blev han gode venner med sultan Ahmed III.[kilde mangler]
Ifølge kogebog fra 1951 (Husholdning på landet) er der den forskel på dolmer og roulette, at dolmere kun er kogt, mens rouletter både er kogt og stegt.
Rumænske kåldolmere eller fyldt kål (kålruller med kødfars) hedder sarmale og betragtes som en rumænsk nationalret.